# Nephrotoma megascapha
Nephrotoma megascapha är en tvåvingeart som beskrevs av Alexander 1951. Nephrotoma megascapha ingår i släktet Nephrotoma och familjen storharkrankar. Inga underarter finns listade i Catalogue of Life.